# برايان بوكانان
برايان بوكانان (بالإنجليزية: Brian Buchanan)‏ هو لاعب كرة قاعدة أمريكي، ولد في 21 يوليو 1973 في فلوريدا في الولايات المتحدة.

## وصلات خارجية
- برايان بوكانان على موقع دوري كرة القاعدة الرئيسي (الإنجليزية)
- برايان بوكانان على موقع الدوري الياباني لكرة القاعدة (الإنجليزية)
- برايان بوكانان على موقعبيزبول رفرنس.كوم (الدوري الرئيسي) (الإنجليزية)
- برايان بوكانان على موقعبيزبول رفرنس.كوم (الدوري الثانوي) (الإنجليزية)
- برايان بوكانان على موقع إي إس بي إن.كوم (أم.أل.بي) (الإنجليزية)
- برايان بوكانان على موقع مشجعي الرسوم البيانية (الإنجليزية)